# Els nois de la meva vida
Els nois de la meva vida  (títol original: Riding in Cars with Boys), ės una pel·lícula estatunidenca de Penny Marshall estrenada el 2001. Ha estat doblada al català

## Argument
Beverly és una adolescent de 15 anys volent aprofitar alegries de la vida amb la seva millor amiga Fay. En el moment d'una festa, troba un noi, Ray, amb qui té una relació i queda embarassada. Els seus pares volen que assumeixi el seu paper de mare, però haurà d'abandonar el seu somni de ser escriptora i casar-se amb Ray.

## Repartiment
- Drew Barrymore: Beverly De Onofrio
- Steve Zahn: Ray Hasek
- Adam Garcia: Jason
- Brittany Murphy: Fay Forrester
- Maggie Gyllenhaal: Amelia Forrester
- James Woods: M. Leonard De Onofrio, el pare de Beverly
- Lorraine Bracco: Sra. Teresa De Onofrio, la mare de Beverly
- Rosie Perez: Shirley Perro
- Sara Gilbert: Tina Barr
- Peter Facinelli: Tommy Butcher
- Mika Boorem: Beverly a 11 anys
- Celine Marget: Janet a 8 anys
- Vincent Pastore: Oncle Lou
- Maryann Urbano: Tia Ann
- Desmond Harrington: Bobby
- David Moscow: Lizard
- Logan Lerman: Jason a 8 anys
- John Bedford Lloyd: M. Forrester

## Crítica
- "Un entreteniment amb bones interpretacions (...) La interpretació més ambiciosa de Barrymore fins avui. Prova que està madurant com a actriu. (...) Puntuació: ★★★ (sobre 4)"[3]
- "Una pel·lícula com aquesta és estimulant i sorprenent per la manera en què s'aparta del tòpic, mostrant-nos vides confuses en les quals ens reconeixem. (...) Puntuació: ★★★ (sobre 4)"[4]